# Wittislingen
Wittislingen este o comună-târg din districtul  Dillingen an der Donau, regiunea administrativă Schwaben, landul Bavaria, Germania.

## Personalități
- Sfântul Ulrich (d. 973), episcop de Augsburg